# Club de Fútbol Rayo Majadahonda
 (mai 2018).
Si vous disposez d'ouvrages ou d'articles de référence ou si vous connaissez des sites web de qualité traitant du thème abordé ici, merci de compléter l'article en donnant les références utiles à sa vérifiabilité et en les liant à la section « Notes et références ».
Maillots
Actualités
Le Club de Fútbol Rayo Majadahonda est un club espagnol de football situé dans la localité de Majadahonda (communauté de Madrid). Fondé en 1976, il parvient à monter pour la première fois en deuxième division en mai 2018.

## Histoire
Les racines du Rayo Majadahonda remontent à 1958, lorsqu'une équipe amateur est créée par Estanislao Pérez Sinobas. L'équipe porte le nom de Rayo Majariego et naît officiellement en 1976 en adhérant à la Fédération espagnole. Le club accède à la Tercera División lors de la saison 1987-1988 terminant le championnat à la cinquième place.
Lors de la saison 1997-1998, le club accède à la Segunda división B entraîné alors par Antonio Iriondo. Mais le club est relégué au terme de la saison. En 2003, le club remonte en Segunda división B, puis redescend en 2004.
Le 27 mai 2018, le Rayo Majadahonda obtient pour la première fois de son histoire la promotion en Liga 2 en battant le FC Carthagène lors des play-offs.
Le 14 juillet 2018, le club se fait prêter Enzo Zidane par FC Lausanne-Sport.
En juin 2019, le club est relégué en Segunda División B.

## Stade
Le Rayo Majadahonda joue ses matches au stade Cerro del Espino dont la capacité est de 3376 spectateurs. Ce stade est aussi utilisé par l'Atlético de Madrid pour ses entraînements. L'équipe réserve de l'Atlético joue ses matches dans ce stade. Le stade fait partie du complexe Ciudad Deportiva de Majadahonda.

## Présidents
- Ramiro Aguilar (1976-1987)
- Enrique Vedia Pesquera (1987-...)

## Anciens joueurs
- Dani
- Munir El Haddadi (jeunes)
- Lucas Hernandez (jeunes)
- Rodri (jeunes)
- Théo Hernandez (jeunes)